# Marek Kulič
Marek Kulič (Hradec Králové, Checoslovaquia, 11 de octubre de 1975) es un futbolista checo. Juega de delantero y su primer equipo fue el FC Hradec Králové.

## Biografía
Kulič empezó jugando en el FC Hradec Králové cuando era joven. Después de pasar por varias equipos ficha por el AFK Atlantic Lázně Bohdaneč, club que milita en la segunda división checa. En su primera temporada consigue el ascenso a la Primera división checa al quedar segundo con el equipo en la clasificación. En la temporada siguiente el equipo vuelve a descender, pero permite a Kulič debutar en primera.
Después del descenso Kulič se marcha en calidad de cedido al FK Drnovice (que participaba ese año en segunda división) durante media temporada para luego regresar al AFK Atlantic Lázně Bohdaneč para intentar ayudar al club a regresar a Primera división, meta que no se consiguió.
Al finalizar esa temporada ficha por el FK Marila Příbram, equipo en el que permanece 4 temporadas, para luego, en 2003 volver a jugar en Primera división con el SK Dynamo České Budějovice.
En 2005 Kulič juega en el FK Mladá Boleslav, equipo en el que permanecerá hasta 2007 cuando ficha por su actual club, el AC Sparta Praga. Con este equipo se proclama campeón de la Copa de la República Checa en 2007.

### Selección nacional
Ha sido internacional con la Selección de fútbol de la República Checa en 9 ocasiones. Su debut como internacional se produjo el 16 de agosto de 2006.

## Clubes
| Club                        | País            | Año       |
| --------------------------- | --------------- | --------- |
| FC Hradec Králové           | República Checa | 1991-1992 |
| Sokol Malšovice             | República Checa | 1992-1994 |
| Olympia Hradec Králové      | República Checa | 1994-1996 |
| AFK Atlantic Lázně Bohdaneč | República Checa | 1996-1998 |
| FK Drnovice                 | República Checa | 1999      |
| AFK Atlantic Lázně Bohdaneč | República Checa | 1999      |
| FK Marila Příbram           | República Checa | 1993-2003 |
| SK Dynamo České Budějovice  | República Checa | 2003-2005 |
| FK Mladá Boleslav           | República Checa | 2005-2006 |
| Sparta de Praga             | República Checa | 2007-2009 |
| FK Mladá Boleslav           | República Checa | 2009-     |

## Títulos
- 1 Copa de la República Checa (AC Sparta Praga, 2007)

- Datos: Q1382730